# Rechtsupweg
Rechtsupweg es un municipio situado en el distrito de Aurich, en el estado federado de Baja Sajonia (Alemania), a una altitud de 1 metros. Su población a finales de 2016 era de unos 2000 habitantes y su densidad poblacional, 390 hab/km².
Se encuentra ubicado a poca distancia al sur del mar del Norte y al este de Países Bajos.